# Bouclans
Bouclans is een gemeente in het Franse departement Doubs (regio Bourgogne-Franche-Comté). De plaats maakt deel uit van het arrondissement Besançon. Bouclans telde in 2015 957 inwoners.

## Geschiedenis
Op 1 januari 2018 werd de gemeente Vauchamps aan deze gemeente toegevoegd, waarmee zij het statuut van ' commune nouvelle' kreeg.

## Geografie
De oppervlakte van Bouclans bedraagt 21,4 km², de bevolkingsdichtheid is 45 inwoners per km² (per 1 januari 2019).
De onderstaande kaart toont de ligging van Bouclans met de belangrijkste infrastructuur en aangrenzende gemeenten.

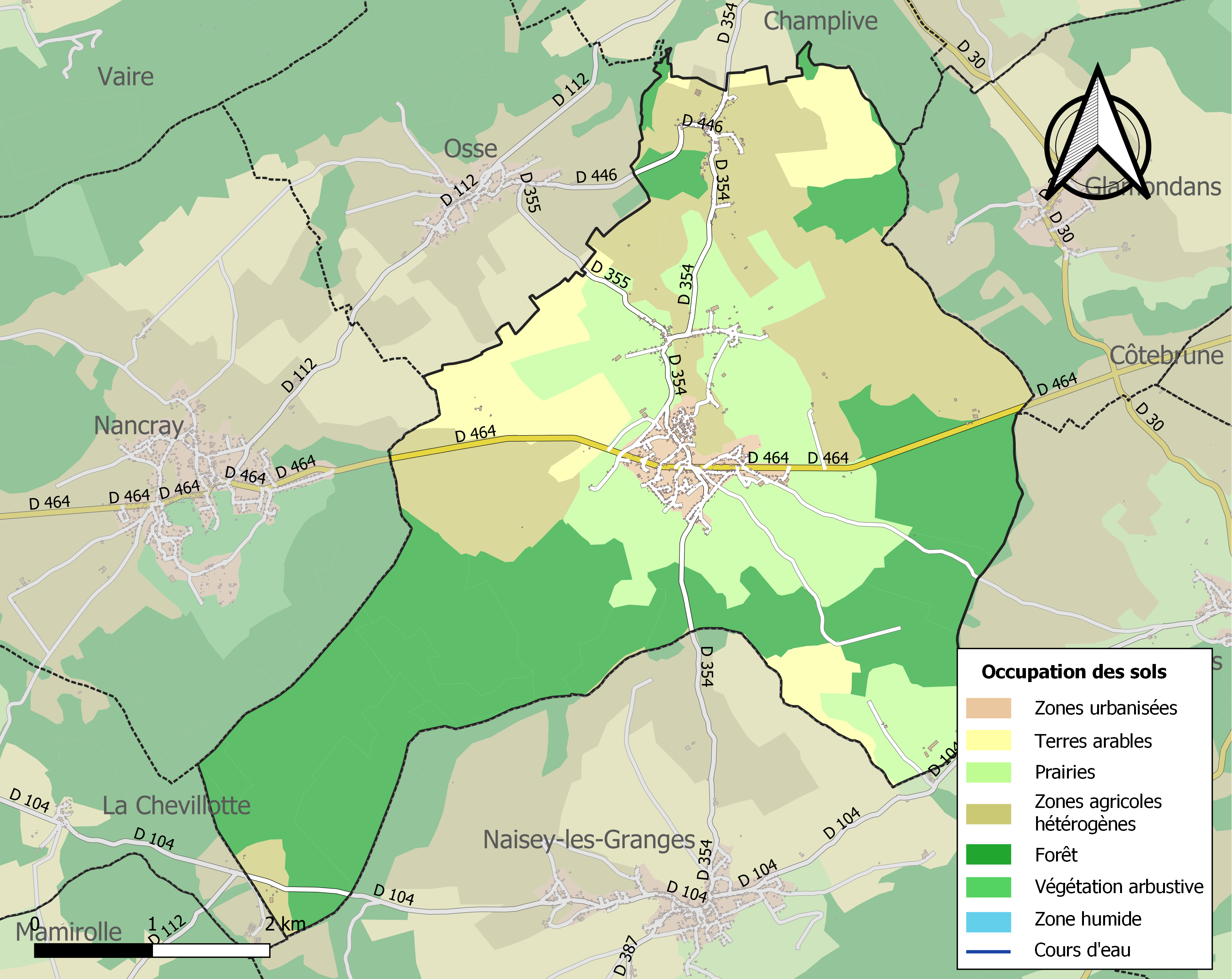

## Demografie
Onderstaande figuur toont het verloop van het inwonertal (bron: INSEE-tellingen).